# Czarnostawiański Kocioł

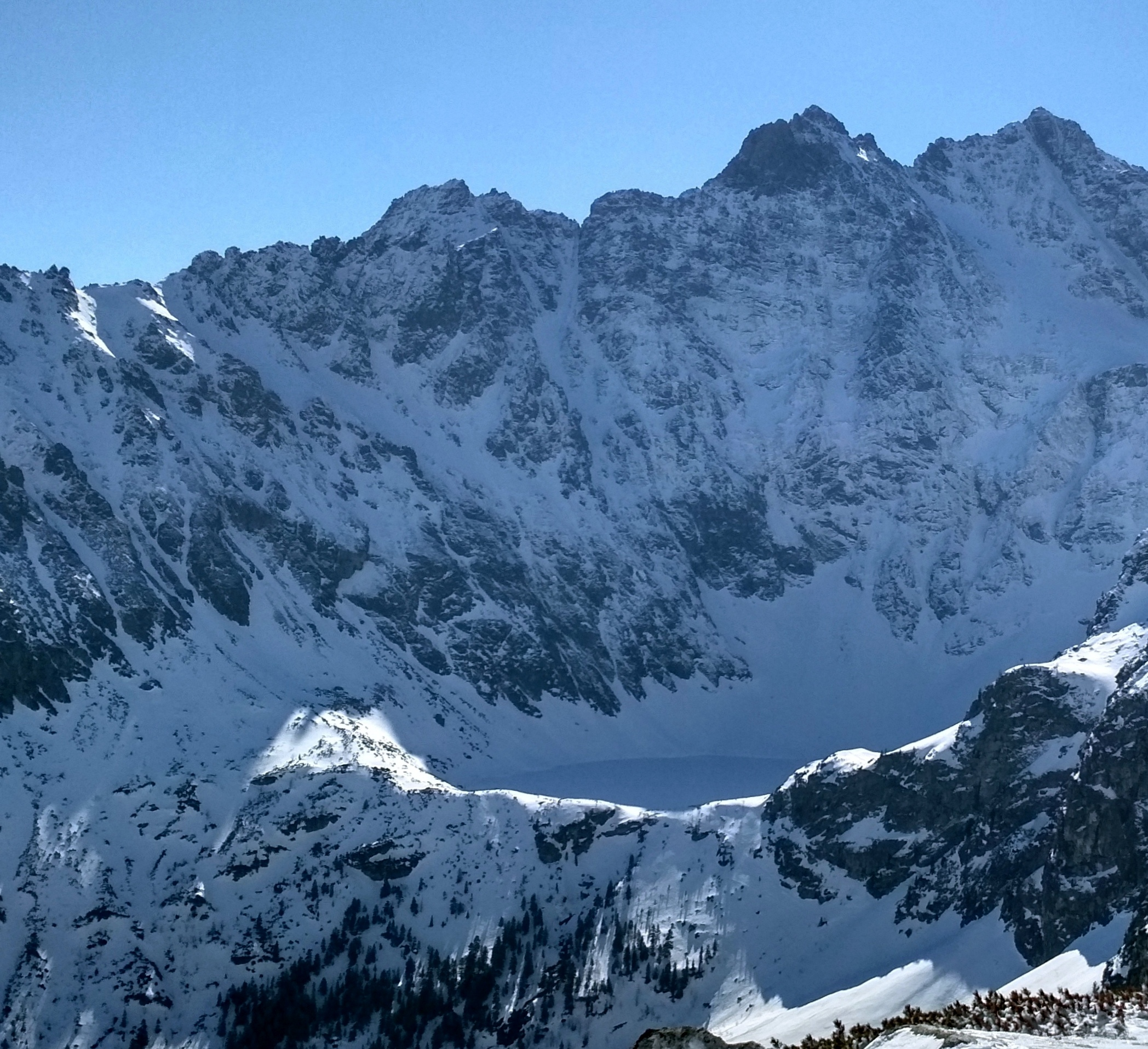
Czarnostawiański Kocioł i jego próg

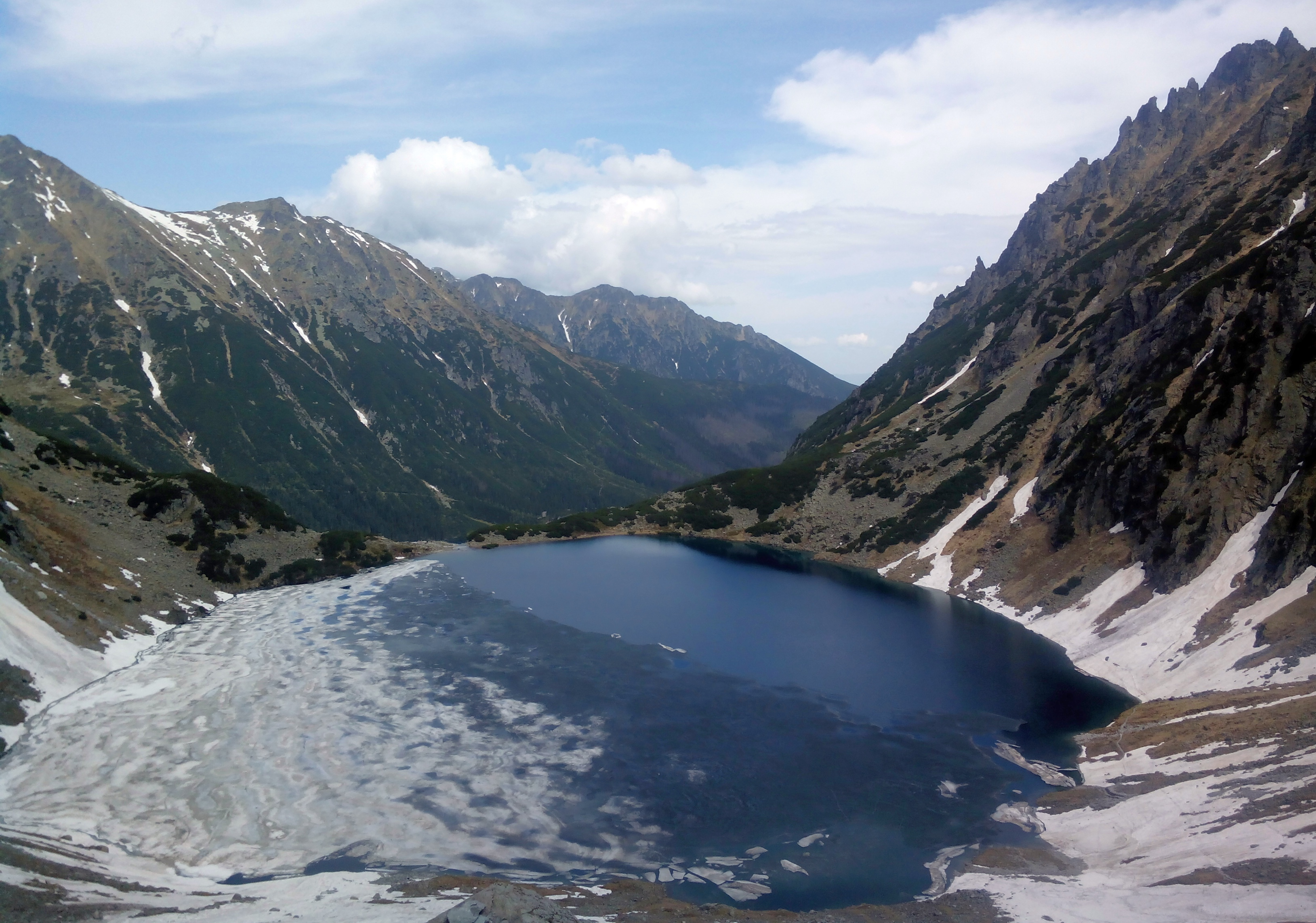

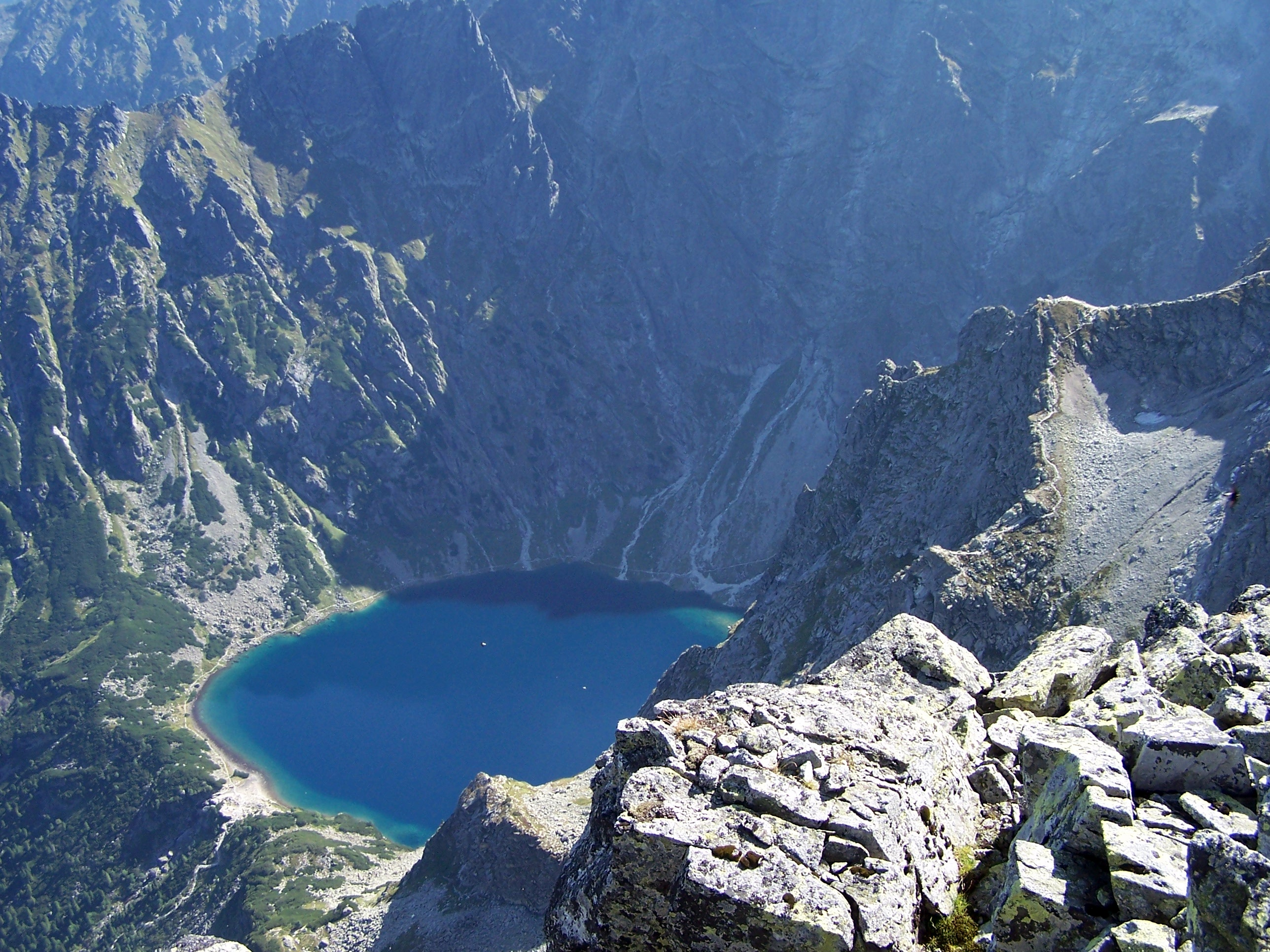
Widok z Mięguszowieckich Szczytów

Czarnostawiański Kocioł (niem. Meeraugkessel, słow. Kotlina Čierneho plesa pod Rysmi, węg. Tengerszem-katlan)– cyrk lodowcowy w górnej części Doliny Rybiego Potoku w Tatrach Polskich. Na jego dnie znajduje się Czarny Staw.
Ograniczenie Czarnostawiańskiego Kotła tworzą:
- od południowego zachodu i południa – grań główna Tatr Wysokich na odcinku od Rysów (2499 m) po Mięguszowiecki Szczyt Wielki (2438 m)
- od wschodu – północna grań Rysów i Żabia Grań po Owcze Turniczki (ok. 2040 m)
- od zachodu – ściana Kazalnicy Mięguszowieckiej i piarżysty stok Bańdziocha[3].

Czarny Staw ma lustro wody na wysokości 1583 m, a jego maksymalna głębokość wynosi 76 m. Tak więc różnica wysokości między dnem kotła a najwyższymi otaczającymi go szczytami wynosi 993 m. Dawniej była większa, ale kocioł został już częściowo zasypany przez obsypujące się ze stromych ścian i żlebów odłamki skalne. Woda z Czarnego Stawu spływa do Morskiego Oka, na progu Czarnego Stawu tworząc wodospad Czarnostawiańską Siklawę. Jest to lity, skalisty próg ogładzony przez lodowce. Ma wysokość 190 m. O widoku z tego progu węgierski alpinista Mór Déchy tak pisał: jest to najpiękniejsza sceneria jeziorna w całych Tatrach
Według Józefa Nyki Czarnostawiański Kocioł to przykład bodaj najbardziej klasycznego kotła polodowcowego Tatr, a Wincenty Pol pisał: jest to kraina śmierci. U jego stóp wznosi się potężna, pionowa ściana Kazlanicy Mięguszowieckiej, a południowy horyzont zamyka grań główna Tatr ze strzelistym Żabim Koniem. Do kotła uchodzi kilka żlebów: Żleb Orłowskiego, Dziewiczy Żleb, Żleb pod Rysami, Wielki Wołowy Żleb, Wyżni Białczański Żleb, Pośredni Białczański Żleb, Białczański Żleb. Czarnostawiański Kocioł ma trzy górne piętra: Kocioł pod Rysami, Wyżni Czarnostawiański Kocioł i Kocioł Kazalnicy.
W Czarnostawiańskim Kotle znajdują się stanowiska mietlicy alpejskiej, skalnicy odgiętolistnej i ukwapu karpackiego – roślin, które w Polsce występują tylko w Tatrach i to na nielicznych stanowiskach.

## Szlaki turystyczne
Północnymi i wschodnimi obrzeżami Czarnego Stawu prowadzi szlak turystyczny na Rysy.
 – czerwony szlak znad Morskiego Oka obok Czarnego Stawu pod Rysami i dalej przez Kocioł pod Rysami na Rysy – na wierzchołek graniczny i słowacki.
- Czas przejścia od schroniska nad Morskim Okiem nad Czarny Staw: 50 min, ↓ 40 min
- Czas przejścia znad Czarnego Stawu na szczyt Rysów: 3 h, ↓ 2:30 h.